# Maja Zivec-Skulj
Maja Zivec-Skulj (* 25. September 1973 in Ljubljana, Jugoslawien) ist eine ehemalige deutsche Tennisspielerin.

## Karriere
Am 4. Januar 1993 erreichte sie mit Position 73 ihre höchste Platzierung in der Einzel-Weltrangliste. Der vom 25. April 1994 datierende Platz 96 war ihre beste Einstufung in der Doppel-Wertung. Sie gewann einen Einzeltitel bei einem ITF-Turnier der Kategorie $25.000 des ITF Women’s Circuit.
Als Jugendliche gehörte sie zur Talentgruppe des Deutschen Tennis Bundes.
1989 gewann sie mit Anke Huber und Katharina Düll den Junioren-Fed-Cup. Sie siegten im Finale gegen die Tschechoslowakei mit 2:1, bei denen Klara Matouskova, Karina Habšudová und Petra Kučová spielten.

## Turniersiege

### Einzel
| Nr. | Datum            | Turnier | Kategorie   | Belag           | Finalgegnerin   | Ergebnis      |
| --- | ---------------- | ------- | ----------- | --------------- | --------------- | ------------- |
| 1.  | 20. Oktober 1996 | Samara  | ITF $25.000 | Teppich (Halle) | Elena Voropaeva | 3:6, 6:3, 6:2 |

## Abschneiden bei Grand-Slam-Turnieren

### Einzel
| Turnier         | 1991 | 1992 | 1993 | 1994 | Karriere |
| --------------- | ---- | ---- | ---- | ---- | -------- |
| Australian Open | 1    | 1    | 1    | —    | 1R       |
| French Open     | —    | —    | —    | —    | —        |
| Wimbledon       | —    | —    | 1    | —    | 1R       |
| US Open         | —    | —    | 1    | —    | 1R       |

### Doppel
| Turnier         | 1991 | 1992 | 1993 | 1994 | Karriere |
| --------------- | ---- | ---- | ---- | ---- | -------- |
| Australian Open | —    | —    | 2    | —    | 2R       |
| French Open     | —    | —    | —    | 1    | 1R       |
| Wimbledon       | —    | —    | —    | —    | —        |
| US Open         | —    | —    | 1    | —    | 1R       |